# Lencas
Os lencas constituem um grupo étnico mesoamericano que ocupou partes de Honduras e El Salvador durante o período pré-colombiano. Os lencas falavam a língua lenca hoje quase certamente extinta. Apesar disso, a cultura lenca subsiste ainda, sobretudo através do artesanato.
Atualmente estima-se que restem 100 000 lencas nas Honduras e 37 000 em El Salvador. 

## História dos lencas

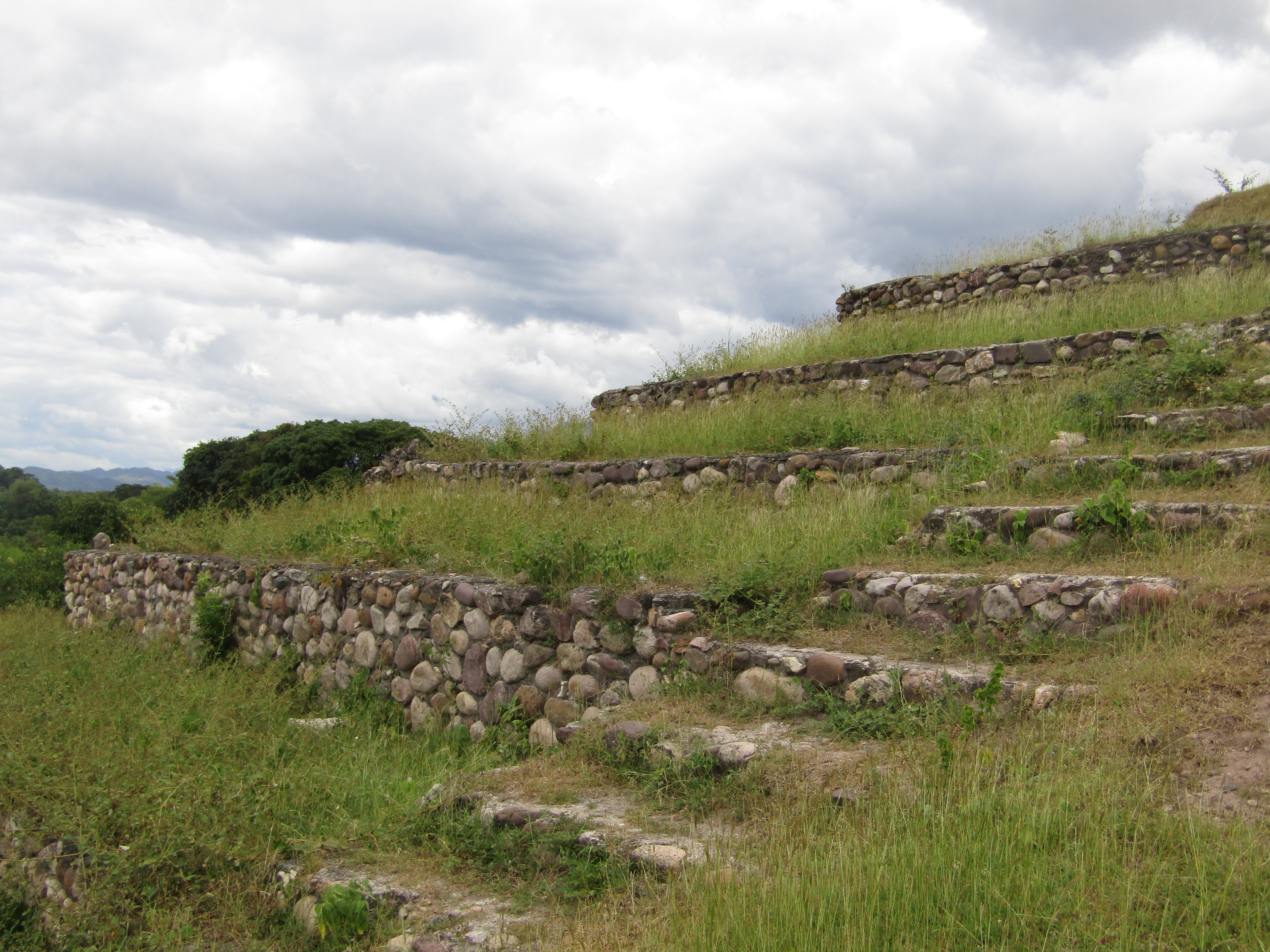
Degraus da pirâmide 102 de Chilca em Yarumela.

Antes da chegada dos espanhóis, os Lencas se estabeleceram em várias áreas de Honduras e El Salvador.
Entre os assentamentos mais importantes estavam Quelepa (El Salvador), habitada desde o período pré-clássico até o início do período pós-clássico; Yarumela (Honduras), um centro comercial muito importante durante o período pré-clássico; Los Naranjos (Honduras); e Tenampúa.

### Conquista espanhola
No século 16, as forças espanholas sob Cortés inseridos na região Lenca, realizaram um ataque com o objetivo controlar a região lenca. Os lencas reagiram, mas foram derrotados sobre as forças espanholas. Nos anos seguintes, as doenças europeias e o trabalho forçado afetaram o povo lenca. Em 1550, havia apenas 25.000 Lencas restantes. Este nível de população permaneceu relativamente estável durante todo o período colonial espanhol.

### Independência
Depois da independência da Espanha, e a formação da República de Honduras, e formado mediatamente a constituição do país recém criada, que considerava os povos indígenas e grupos étnicos como cidadãos.

### Debate sobre a origem lenca
A origem dos Lencas sempre esteve sob uma aura de mistério para os antropólogos, nacionais e estrangeiros. A princípio acreditou-se por muito tempo graças às explicações do professor Rodolfo Barón Castro, que os Lencas são descendentes de grupos maias que não seguiram o êxodo que encerrou seus domínios territoriais. Outros estudos mais recentes sugerem que são descendentes de grupos olmecas que migraram do México central, que deram origem à cultura proto-lenca, que mais tarde se consolidou na cultura lenca que todos conhecemos hoje. Outra grande pista que indica que se trata da origem mais provável dessa etnia é a antiguidade dos assentamentos Yarumela e Los Naranjos. pertencente aos ancestrais dessas pessoas. Mesmo assim, são meras especulações ainda não confirmadas.